# 謝列濟夫卡
51°32′6″N 28°6′26″E / 51.53500°N 28.10722°E
謝列濟夫卡（烏克蘭語：Селезівка）是烏克蘭北部的村莊，隸屬日托米爾州的科羅斯滕區。該村面積0.9平方公里，海拔高度152米，2001年人口249，人口密度每平方公里277.59人。